# Passi de batalla
Un passi de batalla, en la indústria dels videojocs, és un tipus de monetització que proporciona contingut addicional o exclusiu per a un joc, generalment a través d'un sistema escalonat, recompensant al jugador amb elements del joc per jugar i completar desafiaments específics. És comú trobar-se amb un passi de batalla gratuït i un passi de batalla de pagament, anomenat premium, el qual es pot comprar amb diners reals o diners ficticis del videojoc.

## Concepte
El passi de batalla presenta al jugador una sèrie de nivells de recompensa que es superen a partir de partides guanyades, punts guanyats, recompenses setmanals o altres sistemes de recompensa. Cada nivell superat recompensa al jugador amb diners del joc, armes o personalitzacions especials de personatges. Aquestes recompenses van millorant cada nivell siguent més atractives les recompenses dels últims nivells que les dels primers nivells. També pot haver nivells especials, com el nivell 10, 20, 30... amb millors recompenses. Aquests passis poden ser de duració limitada, el més comú, o sense límit. Quan son de duració limitada es van renovant cada cert temps i s'han de tornar a comprar i començar de nou.

## Desenvolupament
Un dels primers exemples de passi de batalla es va veure al joc de DOTA 2, fet per Valve l'any 2013. Aquest passi es va crear per a una competició del videojoc i proporcionava contingut exclusiu del joc. Aquest passi va suposar el 25% dels ingressos obtinguts pel joc. Tot i l'èxit d'aquest primer passi aquest sistema no es va popularitzar. No va ser fins a l'any 2018 quan el videojoc de Fortnite va agregar el Fortnite Battle Royale. El gran èxit aconseguit aquest cop per part d'Epic Games va fer créixer l'interès d'aquest mètode de monetització de moltes altres empreses de videojocs i es van començar a fer altres passis a jocs com Rocket League, Clash of Clans o PUBG: Battlegrounds. Actualment és un dels sistemes de monetització més estès.

## Millores respecte les caixes de botí
L'altre sistema més estès de monetització de videojocs, les caixes de botí, va ser molt qüestionat al considerar-se com un sistema que fomentava les apostes. Aquesta situació va posar als passis de batalla com a opció de monetització preferible ja que els jugadors podrien veure totes les recompenses que podrien guanyar, encara que necessitaven passar una gran quantitat de temps completant tots els nivells, assegurant que els jugadors continuessin jugant el joc. A més, els desenvolupadors oferien als jugadors comprar nivells i així tenien ingressos addicionals.